# Cuidar mais de Mim
"Cuidar Mais de Mim" é uma canção composta e gravada pela cantora e compositora brasileira Paula Fernandes, lançada em 23 de agosto de 2012 como terceiro single do seu quarto álbum de estúdio, Meus Encantos (2012).

## Composição
"Cuidar Mais de Mim" é uma faixa tocada em violão cuja letra trata de omissão de um parceiro amoroso, quando o eu lírico chega à conlusão de que precisa de cuidados após o termino do relacionamento, como exemplificado nos versos "A minha vida é em vão / Isso é morrer / Eu sei que parte do que eu passei / Foi culpa minha porque eu deixei".

## Apresentações ao vivo
Em 14 de setembro de 2012, Fernandes fez uma apresentação ao vivo de "Cuidar Mais de Mim" e "Pra Você" no programa televisivo brasileiro Mais Você.

## Lista de faixas
| Download digital |                      |         |  |
| N.º              | Título               | Duração |  |
| 1.               | "Cuidar Mais de Mim" | 3:50    |  |

## Desempenho nas tabelas musicais
| Tabela musical (2012)           | Melhor posição |
| ------------------------------- | -------------- |
| Brasil (Brasil Hot 100 Airplay) | 13             |

## Histórico de lançamento
| País      | Data                 | Formato          | Gravadora       |
| --------- | -------------------- | ---------------- | --------------- |
| Argentina | 23 de agosto de 2012 | Download digital | Universal Music |
| Brasil    | 23 de agosto de 2012 | Download digital | Universal Music |
| Espanha   | 23 de agosto de 2012 | Download digital | Universal Music |
| Portugal  | 23 de agosto de 2012 | Download digital | Universal Music |